# Vera Kublánovskaya
Vera Nikoláyevna Kublánovskaya (en ruso: Вера Николаевна Кублановская), nacida Vera Nikoláyevna Totubalina (en ruso: Вера Николаевна Тотубалина; Krojinó, Vólogda, República Socialista Federativa Soviética de Rusia, 21 de noviembre de 1920-21 de febrero de 2012) fue una matemática rusa conocida por su trabajo en el desarrollo de métodos computacionales para resolver problemas espectrales en álgebra. Propuso el algoritmo QR para calcular vectores propios y valores propios en 1961, nombrado uno de los diez algoritmos más importantes del siglo XX. Este algoritmo fue propuesto de forma independiente por el científico de la computación inglés John G. F. Francis en 1959.

## Vida personal
Vera Kublánovskaya nació en noviembre de 1920 en Krojinó, un pueblo cerca de Belozersk, en el óblast de Vólogda, Rusia. Nació en una familia de granjeros y pescadores como una de nueve hermanos. Falleció a los 91 años en febrero de 2012.

## Formación
Kublánovskaya inició su educación superior en 1939 en el Instituto Pedagógico Gertzen, en Leningrado. Allí decidió seguir una carrera en matemáticas. Se trasladó para estudiar matemáticas a la Universidad Estatal de Leningrado en 1945 y se graduó en 1948. Tras completar sus estudios, se unió a la rama de Leningrado del Instituto Steklov de Matemáticas de la Academia de Ciencias de la Unión Soviética, donde permaneció durante 64 años.
En 1955, obtuvo su doctorado por la aplicación de extensiones analíticas a los métodos numéricos. En 1972, obtuvo el título de doktor nauk por su uso de transformaciones ortogonales para resolver problemas algebraicos.
En octubre de 1985, obtuvo un doctorado honoris causa de la Universidad de Umeå, en Suecia, con la que había colaborado anteriormente.

## Investigación
Durante su doctorado, formó parte del grupo de Leonid Kantoróvich que trabajaba en el desarrollo de un lenguaje de programación universal. Su trabajo consistía en seleccionar y clasificar operaciones matriciales útiles en álgebra lineal numérica.
Su trabajo posterior fue fundamental para el avance de la investigación matemática y el desarrollo de software. Es mencionada en el Book of Proofs.